# Azuriz Futebol Clube
Azuriz Futebol Clube é um clube-empresa do município de Pato Branco, Paraná. Disputa o Campeonato Paranaense, Copa do Brasil e o Campeonato Brasileiro - Série D. O centro de treinamento que fica na cidade de Marmeleiro, Paraná é tido como um dos melhores e mais modernos do Brasil.

## História
O clube foi fundado em fevereiro de 2018 pela família Ramos e um fundo de investidores que incluem o futebolista Marcelo. Sua sede foi escolhida na cidade de Marmeleiro, região sudoeste do Paraná, por ter na região alguns dos principais clubes do estado, principal objetivo do clube-empresa, que é a formação de atletas na modalidade.
Por imposição da Federação Paranaense de Futebol (FPF), que obriga os clubes a disputarem ao menos uma competição profissional por ano, o Azuriz criou um time para disputar a principal competição da FPF. Para isso, fechou uma parceria com a administração municipal de Pato Branco somente para mandar seus jogos utilizando do estádio da cidade.Por isso o nome de Azuriz Pato, mas a verdade é que a sede do clube está na Cidade de Marmeleiro PR. 
Sua estreia no futebol profissional aconteceu no dia 18 de agosto de 2019, na Terceira Divisão do Campeonato Paranaense de Futebol, quando empatou em 1x1 com o Colorado. 
Em 2020, devido a desistência do Foz do Iguaçu Futebol Clube e o impedimento por pendências com a FPF do Arapongas Esporte Clube, ganhou o direito de disputar a Segunda Divisão do Campeonato Paranaense.
Na tarde de 2 de dezembro de 2020, sagrou-se campeão da segunda divisão, quando o Azuriz Pato Branco ganhou de 3 a 0 do Maringá Futebol Clube.
Em 2022, o clube fez história na Copa do Brasil, sendo eliminado invicto para equipe do Bahia após dois empates na terceira fase, derrotando nas fases anteriores os clubes paulistas do Botafogo e do Mirassol respectivamente.

## Times de base
Para os times de base, o clube utiliza o Centro de Treinamento Gralha Azul, em Marmeleiro, como mando de jogos das competições.

## Títulos e Campanhas de destaques
| ESTADUAIS             | ESTADUAIS                          | ESTADUAIS | ESTADUAIS  |
|                       | Competição                         | Títulos   | Temporadas |
| --------------------- | ---------------------------------- | --------- | ---------- |
|                       | Campeonato Paranaense - 2ª Divisão | 1         | 2020       |
| CAMPANHAS DE DESTAQUE |                                    |           |            |
|                       | Competição                         | Posição   | Temporadas |
|                       | Copa do Brasil                     | (3ª FASE) | 2022       |

## Estatísticas

### Participações
|  | Participações em 2024 |

| Competição | Competição            | Temporadas | Melhor campanha     | Estreia | Última | P | R |
| Paraná     | Campeonato Paranaense | 4          | 5° colocado (2021)  | 2021    | 2024   |   | – |
| Paraná     | Segunda Divisão       | 1          | Campeão (2020)      | 2020    | 2020   | 1 | – |
| Paraná     | Terceira Divisão      | 1          | 4° colocado (2019)  | 2019    | 2019   | 1 |   |
| Brasil     | Série D               | 2          | 22° colocado (2022) | 2022    | 2025   | – |   |
| Brasil     | Copa do Brasil        | 1          | 3ª fase (2022)      | 2022    | 2022   |   |   |